# Albrechtice (Sušice)
Albrechtice (též Albrechtec, německy Albrechtsried) jsou malá vesnice, část města Sušice v okrese Klatovy v Plzeňském kraji. Nachází se asi 4,5 kilometru jihovýchodně od Sušice. Albrechtice leží v katastrálním území Albrechtice u Sušice o rozloze 4,44 km².
Zástavba má protáhlý půdorys, severní část obce obklopuje hlavní silnici, jižní část obce s kostelem svatého Petra a Pavla a penzionem se táhne po severním svahu vrchu Sedlo. U kostela roste památná lípa, v roce 2006 byl skácen památný topol. Asi jeden kilometr severně od vesnice se rozkládá národní přírodní památka Pastviště u Fínů. Na vrcholu Sedla se dochovaly pozůstatky keltského hradiště.

## Název
V letech 1900–1910 nesla název Albrechtec, v letech 1921–1976 Albrechtice u Sušice, od 30. dubna 1976 se nazývá Albrechtice.

## Historie
První písemná zmínka o vesnici pochází z roku 1305.

## Obyvatelstvo
| Rok            | 1869 | 1880 | 1890 | 1900 | 1910 | 1921 | 1930 | 1950 | 1961 | 1970 | 1980 | 1991 | 2001 | 2011 | 2021 |
| -------------- | ---- | ---- | ---- | ---- | ---- | ---- | ---- | ---- | ---- | ---- | ---- | ---- | ---- | ---- | ---- |
| Počet obyvatel | 302  | 312  | 288  | 256  | 264  | 287  | 284  | 154  | 160  | 109  | 82   | 61   | 53   | 57   | 81   |
| Počet domů     | 39   | 40   | 41   | 41   | 41   | 40   | 50   | 46   | 47   | 33   | 29   | 35   | 38   | 37   | 38   |

## Obecní správa
Při sčítání lidu v letech 1850–1963 Albrechtice byly samostatnou obcí v okrese Sušice. Od roku 1964 jsou částí města Sušice v okrese Klatovy. V letech 1850–1920 a v letech 1950–1963 k obci patřily Humpolec a Milčice.

## Pamětihodnosti
- Kostel svatých Petra a Pavla
- Hradiště na Sedle
- Usedlost čp. 40

## Galerie

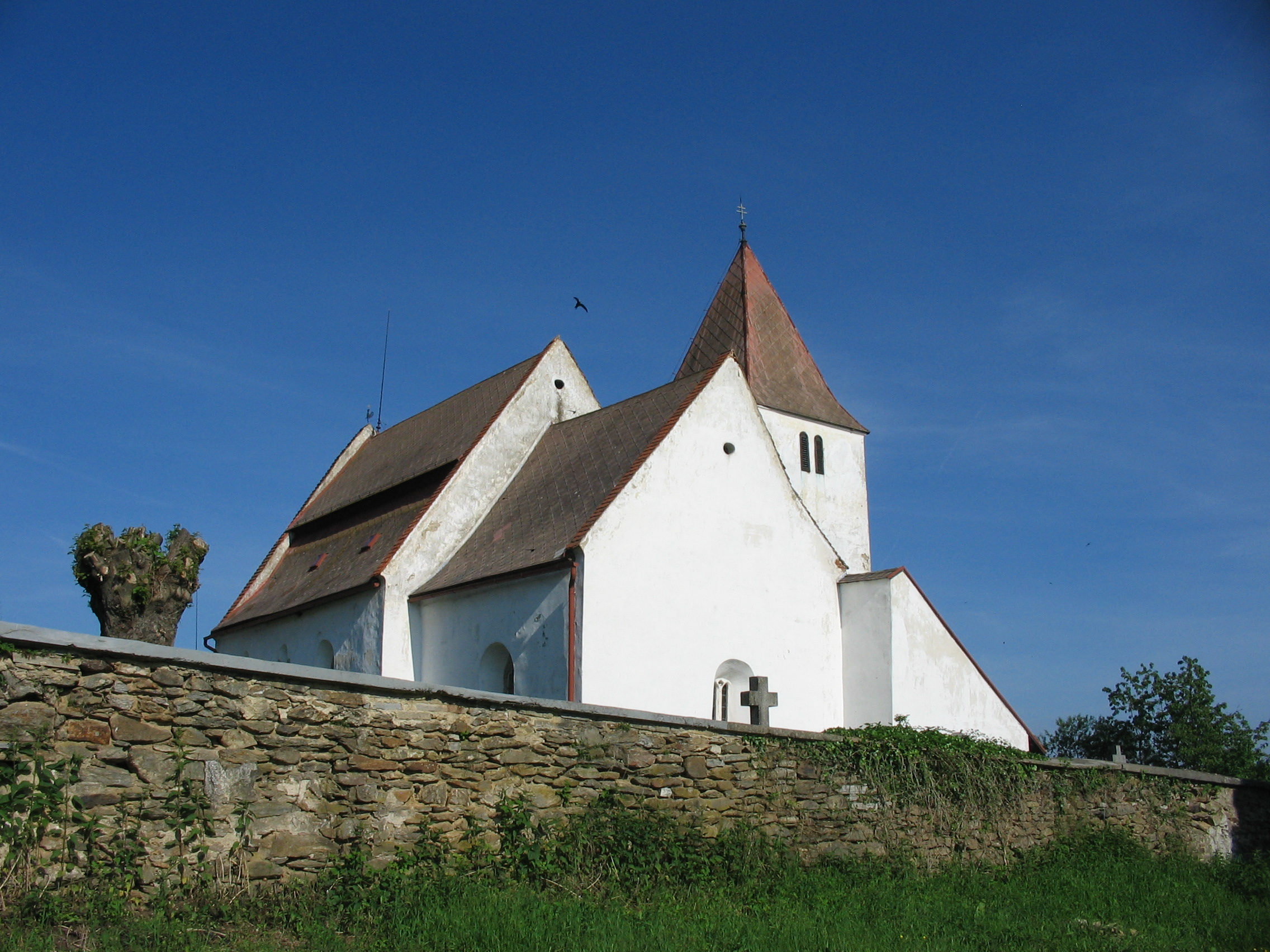
Kostel svatých Petra a Pavla
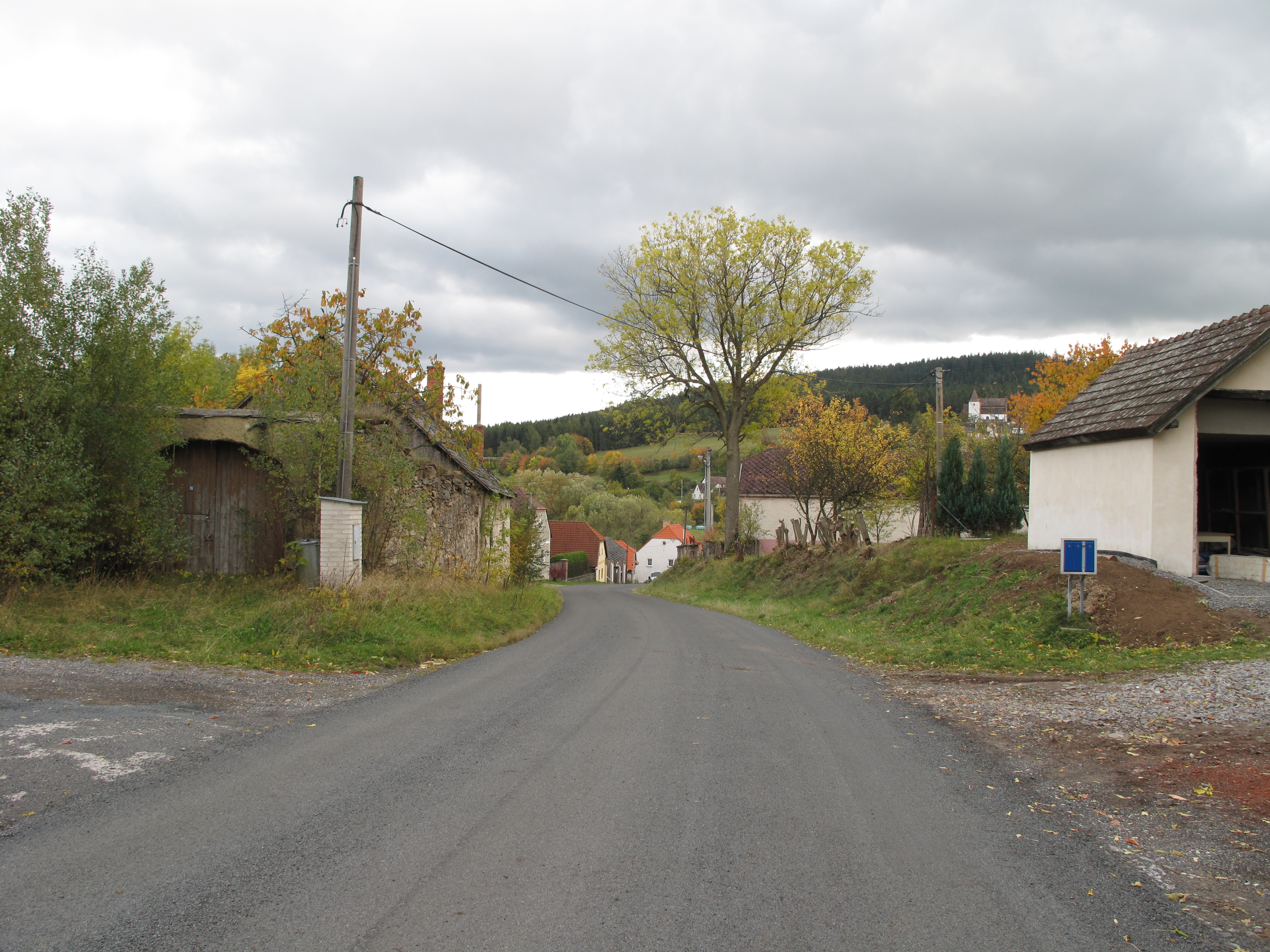
Silnice
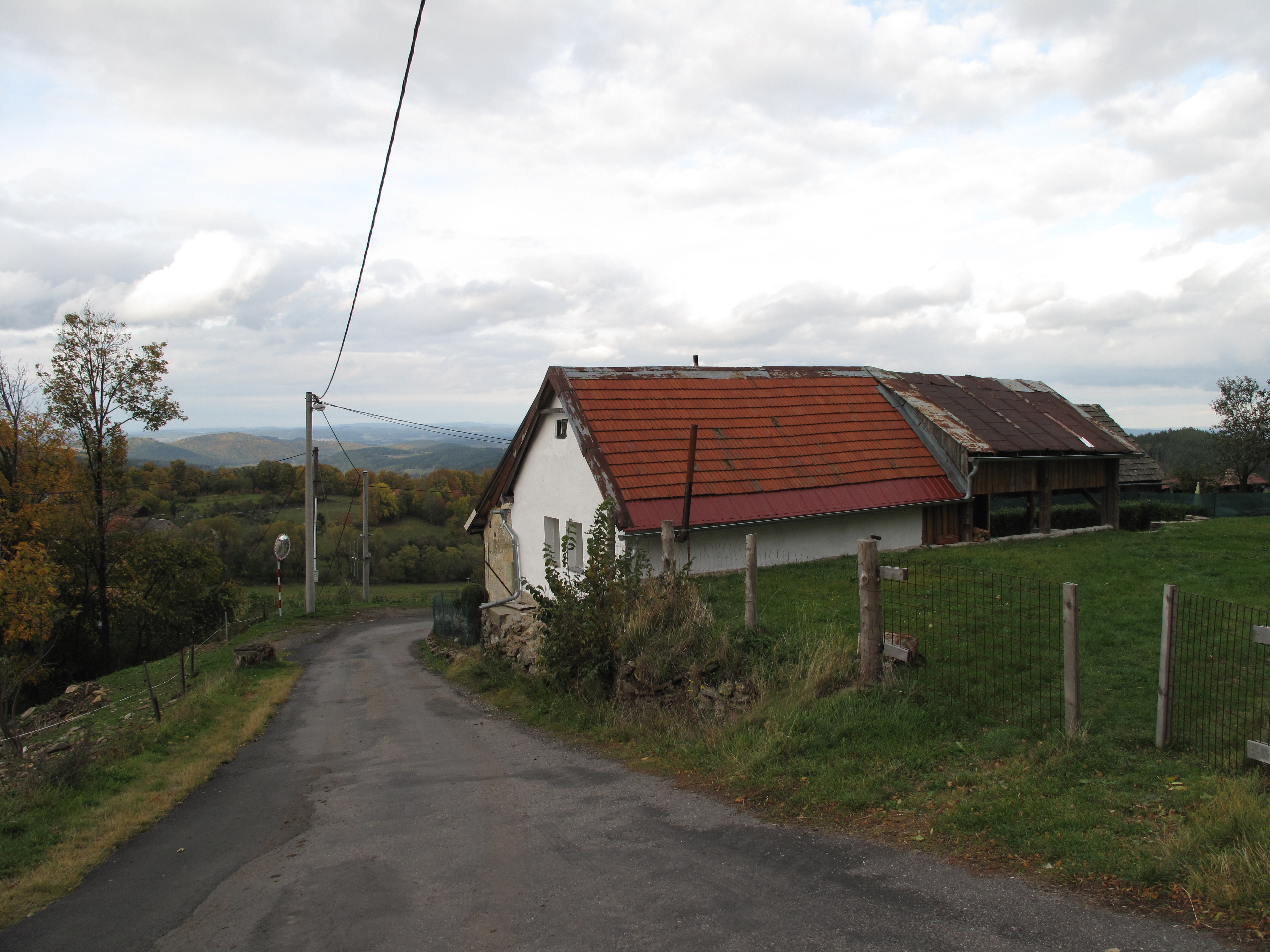
Dům